# ۳۵۰ (قمری)
۳۵۰ (قمری)، سیصد و پنجاهمین سال در گاهشماری هجری قمری است. اول محرم این سال برابر با بیست و پنجم فوریه سال ۹۶۱ میلادی است.

## زادگان
- عنصری بلخی، شاعر پارسی‌گوی

## درگذشتگان
- عبدالملک یکم سامانی از امرای سامانی

## وابسته
- مزیدیان
- ثعالبی